# Władisław Pietrow
Władisław Pietrow (ros. Владислав Петров; ur. 6 czerwca 1990) – rosyjski zapaśnik walczący w stylu wolnym. Srebrny medalista uniwersyteckich mistrzostw świata z 2014 roku.